# Битюков Степан Павлович
Степан Павлович Битюков (Бітюков) (22 грудня 1905, селище Пишминський Завод Пермської губернії, тепер селище Старопишминськ Березовського міського округу Свердловської області, Російська Федерація — 17 січня 1966, місто Москва, тепер Російська Федерація) — радянський державний діяч, голова Верховного суду РРФСР. Депутат Верховної ради РРФСР 3—4-го скликань.

## Життєпис
З 1917 року працював на лісозаготівлях, був слюсарем Пишминського заводу.
З 1922 року працював діловодом у робітничо-селянській міліції, потім, через кілька місяців, — діловодом та секретарем народного суду на Уралі.
У 1926—1927 роках — народний суддя Режевського району Свердловського округу Уральської області.
З 1927 до 1929 року — в Червоній армії, служив у навчальному батальйоні школи імені ВЦВК у Московському Кремлі.
У 1930—1933 роках — студент Ленінградського інституту радянського права.
З серпня 1933 до 1937 року — член Далекосхідного крайового суду; старший народний суддя міста Комсомольська-на-Амурі Хабаровської області.
У 1937—1943 роках — голова Хабаровського крайового суду.
Член ВКП(б) з 1938 року.
У 1944 — січні 1949 року — голова Горьковського обласного суду.
З січня 1949 року — член Верховного суду СРСР. 
У серпні 1949 — 15 березня 1957 року — голова Верховного суду РРФСР.
Потім — персональний пенсіонер у Москві.
Помер 17 січня 1966 року після важкої хвороби в Москві.

## Нагороди та відзнаки
- орден Трудового Червоного Прапора (1945)
- медаль «За доблесну працю у Великій Вітчизняній війні 1941—1945 рр.» (1945)
- медалі
- золотий іменний годинник (1955)